# Championnat d'Espagne de football de deuxième division 1941-1942
Navigation
Segunda División 1940-41 Segunda División 1942-43
Le championnat d'Espagne de football de deuxième division 1941-1942 est la 11e édition du championnat. Organisé par la Fédération espagnole de football, le championnat se déroule du 28 septembre 1941 au 5 avril 1942, et les barrages se déroulent le 4 juin 1942 et le 28 juin 1942.
La compétition est remportée par le Real Betis, qui devance, lors de la phase de promotion, le Saragosse CF de deux points. Ces deux clubs sont promus en première division. Alors que les deux clubs suivant, à savoir le Real Murcie et le CD Sabadell, affrontent respectivement le 12e et 11e de première division, lors d'un barrage en match unique, pour tenter de les imiter.

## Règlement de la compétition
Comme la saison précédente, le nombre de participants est de vingt-quatre et la compétition se déroule en deux phases. 
La première phase regroupent les vingt-quatre participants, répartis en trois groupes de huit. La compétition se déroule selon un système de ligue, où les douze équipes s'affrontent à deux reprises, une fois à domicile et une fois à l'extérieur, soit un total de vingt-deux matches. L'ordre des matches est déterminé par un tirage au sort avant le début de la compétition.
Le classement final est établi sur le nombre des points obtenus lors de chaque rencontre, à raison de deux points par match gagné, un pour un match nul et aucun pour une défaite. Si, à la fin de la première phase, deux équipes ont le même nombre de points, les critères établis par le règlement pour départager les équipes sont les suivants :
1. Les confrontations directes entre les équipes à égalité.
2. Si l'égalité persiste, celle qui a le meilleur coefficient de buts.

Les deux premiers de chaque groupe se qualifient pour la phase de promotion du championnat. Alors que les autres équipes se qualifient pour la phase de relégation. La phase de promotion est composée de six équipes et se déroule sur les mêmes critères que la première phase. Les deux premiers sont promus en première division, tandis que les deux autres disputent un barrage de promotion/relégation contre respectivement le 11e et le 12e de première division pour tenter de décrocher leur place dans l'élite. La phase de relégation est composée de six groupes de six, où trois équipes des Ligues régionales s'ajoutent à trois équipes de Segunda. La relégation lors de cette phase ne concerne que les deux derniers de chaque groupe. En effet, pour se maintenir, elle doit terminer devant les trois équipes de régionale. Pour qu'une équipe de régionale soit promue, elle doit être mieux classée que les équipes pouvant être relégué. De plus, les deux premiers de chacun de ses groupes se qualifient pour la Coupe du Généralissime.

## Équipes participantes
| Clubs                     | Ville      | Stade              |
| ------------------------- | ---------- | ------------------ |
| Arenas Club               | Guecho     | Ibaiondo           |
| CD Baracaldo Oriamendi    | Baracaldo  | Lasesarre          |
| Club Ferrol               | Ferrol     | Inferniño          |
| Real Gijón                | Gijón      | El Molinón         |
| Real Unión                | Irun       | Stadium Gal        |
| UD Salamanque             | Salamanque | El Calvario        |
| Real Santander SD         | Santander  | El Sardinero       |
| Real Valladolid Deportivo | Valladolid | José Zorrilla (es) |

| \| Arenas Baracaldo Ferrol Gijón R. Unión Salamanque Santander Valladolid \| Localisation des clubs engagés dans le groupe 1. |
| Arenas Baracaldo Ferrol Gijón R. Unión Salamanque Santander Valladolid                                                        |

| Arenas Baracaldo Ferrol Gijón R. Unión Salamanque Santander Valladolid |

| Clubs                 | Ville           | Stade             |
| --------------------- | --------------- | ----------------- |
| Deportivo Alavés      | Vitoria-Gasteiz | Mendizorrotza     |
| CD Constancia         | Inca            | Camp d'Es Cos     |
| AD Ferroviaria (es)   | Madrid          | Campo de Delicias |
| Gerona CF             | Gérone          | Vista Alegre (es) |
| UD Levante-Gimnástico | Valence         | Vallejo (es)      |
| CA Osasuna            | Pampelune       | San Juan          |
| CD Sabadell           | Sabadell        | Creu Alta         |
| Saragosse CF          | Saragosse       | Torrero           |

| \| Alavés Constancia Ferroviaria Gerona Levante Osasuna Sabadell Saragosse \| Localisation des clubs engagés dans le groupe 2. |
| Alavés Constancia Ferroviaria Gerona Levante Osasuna Sabadell Saragosse                                                        |

| Alavés Constancia Ferroviaria Gerona Levante Osasuna Sabadell Saragosse |

| Clubs             | Ville                | Stade                  |
| ----------------- | -------------------- | ---------------------- |
| Real Betis        | Séville              | Heliópolis             |
| Cadix CF          | Cadix                | Mirandilla             |
| Cartagena CF (es) | Carthagène           | El Almarjal            |
| SD Ceuta (es)     | Ceuta                | Campo de Deportes (es) |
| Elche CF          | Elche                | Altabix (es)           |
| CD Málaga (es)    | Málaga               | La Rosaleda            |
| Real Murcie       | Murcie               | La Condomina           |
| Xerez Club (es)   | Jerez de la Frontera | Domecq (es)            |

| \| Betis Cadix Cartagena Ceuta Elche Málaga Murcie Xerez \| Localisation des clubs engagés dans le groupe 3. |
| Betis Cadix Cartagena Ceuta Elche Málaga Murcie Xerez                                                        |

| Betis Cadix Cartagena Ceuta Elche Málaga Murcie Xerez |

## Compétition

### Première phase

#### Groupe 1

##### Classement
| Rang | Équipe                    | Pts | J  | G | N | P  | Bp | Bc | GA    |
| ---- | ------------------------- | --- | -- | - | - | -- | -- | -- | ----- |
| 1    | Real Gijón                | 20  | 14 | 8 | 4 | 2  | 37 | 23 | 1,609 |
| 2    | UD Salamanque             | 18  | 14 | 9 | 0 | 5  | 31 | 25 | 1,240 |
| 3    | Club Ferrol               | 17  | 14 | 7 | 3 | 4  | 34 | 20 | 1,700 |
| 4    | Real Santander SD         | 15  | 14 | 5 | 5 | 4  | 26 | 26 | 1,000 |
| 5    | Real Valladolid Deportivo | 14  | 14 | 6 | 2 | 6  | 32 | 21 | 1,524 |
| 6    | CD Baracaldo Oriamendi    | 14  | 14 | 6 | 2 | 6  | 32 | 29 | 1,103 |
| 7    | Arenas Club               | 10  | 14 | 5 | 0 | 9  | 24 | 38 | 0,632 |
| 8    | Real Unión                | 4   | 14 | 1 | 2 | 11 | 16 | 50 | 0,320 |

Qualification
- 1er et 2e : qualification pour la phase de promotion
- 3e à 8e : qualification pour la phase de relégation

##### Résultats
| Résultats (▼dom., ►ext.)                                   | ARE | BAR | FER | GIJ | RUN | SAL | SAN | VLL |
| Arenas Club                                                |     | 2-1 | 2-1 | 1-2 | 4-3 | 2-3 | 3-1 | 1-4 |
| CD Baracaldo Oriamendi                                     | 4-1 |     | 3-4 | 3-3 | 6-1 | 4-1 | 3-2 | 1-0 |
| Club Ferrol                                                | 3-1 | 3-0 |     | 6-1 | 5-1 | 3-1 | 5-0 | 1-1 |
| Real Gijón                                                 | 5-1 | 2-0 | 3-2 |     | 8-1 | 3-1 | 3-3 | 2-1 |
| Real Unión                                                 | 2-3 | 2-3 | 0-0 | 1-0 |     | 1-2 | 2-2 | 1-4 |
| UD Salamanque                                              | 2-0 | 3-1 | 3-1 | 0-2 | 5-0 |     | 3-1 | 4-3 |
| Real Santander SD                                          | 3-2 | 2-2 | 0-0 | 2-2 | 3-0 | 3-0 |     | 1-0 |
| Real Valladolid Deportivo                                  | 4-1 | 3-1 | 4-0 | 1-1 | 5-1 | 1-3 | 1-3 |     |
| - Victoire à domicile - Match nul - Victoire à l'extérieur |     |     |     |     |     |     |     |     |

#### Groupe 2

##### Classement
| Rang | Équipe                | Pts | J  | G | N | P  | Bp | Bc | GA    |
| ---- | --------------------- | --- | -- | - | - | -- | -- | -- | ----- |
| 1    | CD Sabadell           | 19  | 14 | 6 | 7 | 1  | 26 | 13 | 2,000 |
| 2    | Saragosse CF R        | 16  | 14 | 6 | 4 | 4  | 30 | 26 | 1,154 |
| 3    | Deportivo Alavés P    | 16  | 14 | 7 | 2 | 5  | 32 | 28 | 1,143 |
| 4    | CD Constancia P       | 15  | 14 | 5 | 5 | 4  | 28 | 18 | 1,556 |
| 5    | Gerona CF             | 15  | 14 | 6 | 3 | 5  | 24 | 20 | 1,200 |
| 6    | CA Osasuna            | 13  | 14 | 5 | 3 | 6  | 29 | 24 | 1,208 |
| 7    | AD Ferroviaria (es) P | 12  | 14 | 5 | 2 | 7  | 18 | 23 | 0,783 |
| 8    | UD Levante-Gimnástico | 6   | 14 | 2 | 2 | 10 | 17 | 52 | 0,327 |

Qualification
- 1er et 2e : qualification pour la phase de promotion
- 3e à 8e : qualification pour la phase de relégation

Abréviations
- R : Relégué de Primera División 1940-1941
- P : Promus de Tercera División 1940-1941

##### Résultats
| Résultats (▼dom., ►ext.)                                   | ALA | CON | FER | GER | LEV | OSA | SAB | SAR |
| Deportivo Alavés                                           |     | 2-2 | 3-0 | 1-0 | 7-1 | 3-1 | 2-1 | 2-0 |
| CD Constancia                                              | 3-0 |     | 1-0 | 1-1 | 6-1 | 2-2 | 1-2 | 5-1 |
| AD Ferroviaria (es)                                        | 2-3 | 2-1 |     | 1-0 | 2-1 | 3-1 | 0-2 | 1-1 |
| Gerona CF                                                  | 2-1 | 0-3 | 4-1 |     | 6-2 | 0-2 | 0-1 | 3-2 |
| UD Levante-Gimnástico                                      | 4-2 | 0-0 | 0-4 | 1-2 |     | 4-2 | 1-1 | 1-3 |
| CA Osasuna                                                 | 6-2 | 3-2 | 2-0 | 1-3 | 7-0 |     | 1-1 | 0-0 |
| CD Sabadell                                                | 1-1 | 1-1 | 1-1 | 1-1 | 6-0 | 2-0 |     | 4-2 |
| Saragosse CF                                               | 5-3 | 3-0 | 3-1 | 2-2 | 4-1 | 2-1 | 2-2 |     |
| - Victoire à domicile - Match nul - Victoire à l'extérieur |     |     |     |     |     |     |     |     |

#### Groupe 3

##### Classement
| Rang | Équipe            | Pts | J  | G | N | P | Bp | Bc | GA    |
| ---- | ----------------- | --- | -- | - | - | - | -- | -- | ----- |
| 1    | Real Betis        | 20  | 14 | 8 | 4 | 2 | 39 | 22 | 1,773 |
| 2    | Real Murcie R     | 17  | 14 | 8 | 1 | 5 | 37 | 28 | 1,321 |
| 3    | Cadix CF          | 16  | 14 | 7 | 2 | 5 | 30 | 19 | 1,579 |
| 4    | CD Málaga (es)    | 14  | 14 | 5 | 4 | 5 | 19 | 21 | 0,905 |
| 5    | SD Ceuta (es) P   | 14  | 14 | 5 | 4 | 5 | 27 | 19 | 1,421 |
| 6    | Elche CF P        | 11  | 14 | 4 | 3 | 7 | 23 | 35 | 0,657 |
| 7    | Xerez Club (es)   | 10  | 14 | 3 | 4 | 7 | 25 | 36 | 0,694 |
| 8    | Cartagena CF (es) | 10  | 14 | 3 | 4 | 7 | 19 | 39 | 0,487 |

Qualification
- 1er et 2e : qualification pour la phase de promotion
- 3e à 8e : qualification pour la phase de relégation

Abréviations
- R : Relégué de Primera División 1940-1941
- P : Promus de Tercera División 1940-1941

##### Résultats
| Résultats (▼dom., ►ext.)                                   | BET | CAD | CAR | CEU | ELC | MAL | MUR | XER |
| Real Betis                                                 |     | 2-1 | 6-1 | 2-1 | 8-3 | 2-2 | 5-1 | 0-1 |
| Cadix CF                                                   | 3-3 |     | 7-0 | 2-1 | 2-0 | 4-0 | 4-1 | 2-0 |
| Cartagena CF (es)                                          | 1-2 | 1-0 |     | 0-0 | 2-1 | 1-1 | 2-3 | 2-2 |
| SD Ceuta (es)                                              | 1-1 | 5-0 | 2-0 |     | 3-0 | 0-1 | 3-0 | 6-2 |
| Elche CF                                                   | 2-1 | 2-2 | 1-1 | 2-2 |     | 3-0 | 3-4 | 3-0 |
| CD Málaga (es)                                             | 2-2 | 1-0 | 1-3 | 5-0 | 0-1 |     | 1-0 | 4-0 |
| Real Murcie                                                | 2-3 | 1-0 | 5-0 | 3-2 | 7-1 | 4-0 |     | 2-0 |
| Xerez Club (es)                                            | 1-2 | 2-3 | 8-5 | 1-1 | 3-1 | 1-1 | 4-4 |     |
| - Victoire à domicile - Match nul - Victoire à l'extérieur |     |     |     |     |     |     |     |     |

### Phase de promotion

#### Classement
| Rang | Équipe         | Pts | J  | G | N | P | Bp | Bc | GA    |
| ---- | -------------- | --- | -- | - | - | - | -- | -- | ----- |
| 1    | Real Betis     | 15  | 10 | 7 | 1 | 2 | 21 | 17 | 1,235 |
| 2    | Saragosse CF R | 13  | 10 | 6 | 1 | 3 | 19 | 13 | 1,462 |
| 3    | Real Murcie R  | 12  | 10 | 6 | 0 | 4 | 17 | 11 | 1,545 |
| 4    | CD Sabadell    | 9   | 10 | 3 | 3 | 4 | 16 | 22 | 0,727 |
| 5    | Real Gijón     | 8   | 10 | 3 | 2 | 5 | 25 | 19 | 1,316 |
| 6    | UD Salamanque  | 3   | 10 | 1 | 1 | 8 | 8  | 24 | 0,333 |

Promotion
- 1er et 2e : promotion en Primera División
- 3e et 4e : qualification pour les barrages de promotion

Abréviations
- R : Relégués de Primera División 1940-1941

#### Résultats
| Résultats (▼dom., ►ext.)                                   | BET | GIJ | MUR | SAB | SAL | SAR |
| Real Betis                                                 |     | 2-2 | 3-0 | 4-2 | 3-1 | 1-0 |
| Real Gijón                                                 | 1-3 |     | 3-1 | 3-3 | 6-0 | 4-0 |
| Real Murcie                                                | 6-0 | 2-1 |     | 3-0 | 3-1 | 0-1 |
| CD Sabadell                                                | 1-3 | 2-1 | 2-0 |     | 1-0 | 3-3 |
| UD Salamanque                                              | 0-1 | 4-3 | 0-1 | 1-1 |     | 0-2 |
| Saragosse CF                                               | 4-1 | 2-1 | 0-1 | 4-1 | 3-1 |     |
| - Victoire à domicile - Match nul - Victoire à l'extérieur |     |     |     |     |     |     |

### Barrages de promotion / relégation
À la fin de la saison, le 11e et le 12e de Primera División affronte respectivement le 4e et le 3e de Segunda División en un match unique disputé à Madrid, les vainqueurs obtiennent leur place en Primera División 1942-1943 et les perdants obtiennent leur place en Segunda División 1942-1943.
| 4 juin 1942 | Real Oviedo (D1)              | 3 – 1   | (D2) CD Sabadell | Stade de Chamartín, Madrid |                            |
|             | Soladrero 56e 74e · Goyín 81e | (0 – 0) | 87e Polo         | Arbitrage : Pedro Escartín | Arbitrage : Pedro Escartín |
|             | Rapport                       |         |                  | Arbitrage : Pedro Escartín | Arbitrage : Pedro Escartín |

| 28 juin 1942 | CF Barcelone (D1)                     | 5 – 1   | (D2) Real Murcie | Stade de Chamartín, Madrid |                            |
|              | Martín 28e 61e 72e 77e · Sospedra 89e | (1 – 1) | 23e Huguet       | Arbitrage : Pedro Escartín | Arbitrage : Pedro Escartín |
|              | Rapport                               |         |                  | Arbitrage : Pedro Escartín | Arbitrage : Pedro Escartín |

Les quatre équipes restent dans leur division respective.

### Phase de relégation

#### Groupe 1
Dans ce groupe, les équipes de Segunda Club Ferrol, Real Santander SD et Real Valladolid Deportivo sont opposés aux équipes de régionales Club Coruña, Cultural Leonesa et Club Langreano (es). Puisqu'aucune équipe de Segunda n'a terminé aux deux dernières places lors de la première phase, aucune équipe ne risque la relégation. En revanche, si une équipe de régionale parvient à terminer devant les trois équipes de Segunda, en d'autres termes, si elle termine à la 1re place, elle est promue.

##### Classement
| Rang | Équipe                    | Pts | J  | G | N | P | Bp | Bc | GA    |
| ---- | ------------------------- | --- | -- | - | - | - | -- | -- | ----- |
| 1    | Cultural Leonesa Rég      | 12  | 10 | 5 | 2 | 3 | 24 | 18 | 1,333 |
| 2    | Real Valladolid Deportivo | 12  | 10 | 6 | 0 | 4 | 19 | 15 | 1,267 |
| 3    | Real Santander SD         | 11  | 10 | 5 | 1 | 4 | 26 | 13 | 2,000 |
| 4    | Club Ferrol               | 11  | 10 | 5 | 1 | 4 | 23 | 19 | 1,211 |
| 5    | Club Coruña Rég           | 8   | 10 | 4 | 0 | 6 | 25 | 26 | 0,962 |
| 6    | Club Langreano (es) Rég   | 6   | 10 | 3 | 0 | 7 | 13 | 39 | 0,333 |

Promotion
- 1er : promotion en Segunda División

Abréviations
- Rég : Équipes de Ligues régionales

La Cultural Leonesa et le Real Valladolid Deportivo se qualifient pour la prochaine édition de la Coupe du Généralissime. 

##### Résultats
| Résultats (▼dom., ►ext.)                                   | COR | CUL | FER | LAN | SAN | VLL |
| Club Coruña                                                |     | 2-0 | 6-0 | 8-2 | 1-5 | 5-3 |
| Cultural Leonesa                                           | 3-1 |     | 0-0 | 6-2 | 3-2 | 3-0 |
| Club Ferrol                                                | 3-2 | 5-3 |     | 8-0 | 2-1 | 3-1 |
| Club Langreano (es)                                        | 3-0 | 3-4 | 1-0 |     | 2-0 | 0-1 |
| Real Santander SD                                          | 3-0 | 2-2 | 2-1 | 8-0 |     | 3-1 |
| Real Valladolid Deportivo                                  | 4-0 | 1-0 | 3-1 | 4-0 | 1-0 |     |
| - Victoire à domicile - Match nul - Victoire à l'extérieur |     |     |     |     |     |     |

#### Groupe 2
Dans ce groupe, les équipes de Segunda Arenas Club, CD Baracaldo Oriamendi et Real Unión sont opposés aux équipes de régionales SD Indauchu, CD Logroñés et SD Rayo Cantabria. L'Arenas Club et le Real Unión, ayant terminé aux deux dernières places lors de la première phase, risquent la relégation. Pour se maintenir, elles doivent terminer devant les trois équipes de régionales. De plus, pour qu'une équipe de régionale soit promue, elle doit terminer devant les deux équipes qui risquent la relégation, à savoir l'Arenas Club et le Real Unión. Si plusieurs équipes remplissent cette condition, alors la mieux classée est promue.

##### Classement
| Rang | Équipe                 | Pts | J  | G | N | P | Bp | Bc | GA    |
| ---- | ---------------------- | --- | -- | - | - | - | -- | -- | ----- |
| 1    | Arenas Club            | 17  | 10 | 8 | 1 | 1 | 31 | 4  | 7,750 |
| 2    | CD Logroñés Rég        | 13  | 10 | 6 | 1 | 3 | 24 | 17 | 1,412 |
| 3    | CD Baracaldo Oriamendi | 13  | 10 | 6 | 1 | 3 | 22 | 16 | 1,375 |
| 4    | SD Rayo Cantabria Rég  | 9   | 10 | 4 | 1 | 5 | 20 | 20 | 1,000 |
| 5    | SD Indauchu Rég        | 4   | 10 | 2 | 0 | 8 | 20 | 36 | 0,556 |
| 6    | Real Unión             | 4   | 10 | 2 | 0 | 8 | 8  | 32 | 0,250 |

Promotion
- 6e : relégation en Ligues régionales

Abréviations
- Rég : Équipes de Ligues régionales

L'Arenas Club et le CD Logroñés se qualifient pour la prochaine édition de la Coupe du Généralissime.

##### Résultats
| Résultats (▼dom., ►ext.)                                   | ARE | BAR | IND | LOG | RAY | RUN |
| Arenas Club                                                |     | 3-0 | 7-1 | 3-0 | 3-0 | 5-0 |
| CD Baracaldo Oriamendi                                     | 1-0 |     | 5-2 | 5-2 | 2-1 | 4-0 |
| SD Indauchu                                                | 0-4 | 1-5 |     | 2-3 | 5-3 | 1-4 |
| CD Logroñés                                                | 1-1 | 5-0 | 1-0 |     | 2-1 | 5-1 |
| SD Rayo Cantabria                                          | 1-3 | 0-0 | 4-3 | 4-1 |     | 3-0 |
| Real Unión                                                 | 0-2 | 2-0 | 0-5 | 0-4 | 1-3 |     |
| - Victoire à domicile - Match nul - Victoire à l'extérieur |     |     |     |     |     |     |

#### Groupe 3
Dans ce groupe, les équipes de Segunda Deportivo Alavés, AD Ferroviaria (es) et CA Osasuna sont opposés aux équipes de régionales Imperio CF (es), CA Saragosse (es) et CD Tudelano. L'AD Ferroviaria (es), ayant terminé aux deux dernières places lors de la première phase, risque la relégation. Pour se maintenir, elle doit terminer devant les trois équipes de régionales. De plus, pour qu'une équipe de régionale soit promue, elle doit terminer devant l'AD Ferroviaria (es). Si plusieurs équipes remplissent cette condition, alors la mieux classée est promue.

##### Classement
| Rang | Équipe                | Pts | J  | G | N | P | Bp | Bc | GA    |
| ---- | --------------------- | --- | -- | - | - | - | -- | -- | ----- |
| 1    | CA Osasuna            | 17  | 10 | 8 | 1 | 1 | 33 | 10 | 3,300 |
| 2    | AD Ferroviaria (es)   | 13  | 10 | 5 | 3 | 2 | 19 | 12 | 1,583 |
| 3    | Deportivo Alavés      | 10  | 10 | 4 | 2 | 4 | 26 | 21 | 1,238 |
| 4    | Imperio CF (es) Rég   | 10  | 10 | 4 | 2 | 4 | 18 | 19 | 0,947 |
| 5    | CD Tudelano Rég       | 7   | 10 | 3 | 1 | 6 | 16 | 31 | 0,516 |
| 6    | CA Saragosse (es) Rég | 3   | 10 | 1 | 1 | 8 | 10 | 29 | 0,345 |

Abréviations
- Rég : Équipes de Ligues régionales

Le CA Osasuna et l'AD Ferroviaria (es) se qualifient pour la prochaine édition de la Coupe du Généralissime.

##### Résultats
| Résultats (▼dom., ►ext.)                                   | ALA | FER | IMP | OSA | SAR | TUD |
| Deportivo Alavés                                           |     | 0-0 | 4-1 | 3-3 | 5-1 | 4-0 |
| AD Ferroviaria (es)                                        | 4-1 |     | 1-1 | 2-1 | 3-0 | 5-0 |
| Imperio CF (es)                                            | 3-2 | 0-0 |     | 1-3 | 3-1 | 4-1 |
| CA Osasuna                                                 | 4-1 | 6-0 | 3-1 |     | 2-0 | 6-2 |
| CA Saragosse (es)                                          | 2-5 | 0-2 | 1-2 | 0-3 |     | 2-2 |
| CD Tudelano                                                | 3-1 | 3-2 | 3-2 | 0-2 | 2-3 |     |
| - Victoire à domicile - Match nul - Victoire à l'extérieur |     |     |     |     |     |     |

#### Groupe 4
Dans ce groupe, les équipes de Segunda CD Constancia, Gerona CF et UD Levante-Gimnástico sont opposés aux équipes de régionales CD Majorque, UD San Martín (es) et CD Tarrassa. L'UD Levante-Gimnástico, ayant terminé aux deux dernières places lors de la première phase, risque la relégation. Pour se maintenir, elle doit terminer devant les trois équipes de régionales. De plus, pour qu'une équipe de régionale soit promue, elle doit terminer devant l'UD Levante-Gimnástico. Si plusieurs équipes remplissent cette condition, alors la mieux classée est promue.

##### Classement
| Rang | Équipe                 | Pts | J  | G | N | P | Bp | Bc | GA    |
| ---- | ---------------------- | --- | -- | - | - | - | -- | -- | ----- |
| 1    | CD Tarrassa Rég        | 15  | 10 | 6 | 3 | 1 | 24 | 7  | 3,429 |
| 2    | UD Levante-Gimnástico  | 12  | 10 | 5 | 2 | 3 | 23 | 20 | 1,150 |
| 3    | CD Majorque Rég        | 10  | 10 | 4 | 2 | 4 | 20 | 17 | 1,176 |
| 4    | CD Constancia          | 10  | 10 | 4 | 2 | 4 | 19 | 19 | 1,000 |
| 5    | Gerona CF              | 7   | 10 | 3 | 1 | 6 | 18 | 23 | 0,783 |
| 6    | UD San Martín (es) Rég | 6   | 10 | 3 | 0 | 7 | 10 | 28 | 0,357 |

Promotion et relégation
- 1er : promotion en Segunda División
- 2e : relégation en Ligues régionales

Abréviations
- Rég : Équipes de Ligues régionales

Le CD Tarrassa et l'UD Levante-Gimnástico se qualifient pour la prochaine édition de la Coupe du Généralissime.

##### Résultats
| Résultats (▼dom., ►ext.)                                   | CON | GER | LEV | MAJ | SMA | TAR |
| CD Constancia                                              |     | 2-4 | 3-1 | 2-5 | 5-0 | 1-2 |
| Gerona CF                                                  | 0-1 |     | 2-2 | 2-1 | 4-0 | 0-5 |
| UD Levante-Gimnástico                                      | 4-1 | 4-3 |     | 3-2 | 5-1 | 2-1 |
| CD Majorque                                                | 2-2 | 2-1 | 3-1 |     | 2-1 | 1-1 |
| UD San Martín (es)                                         | 0-1 | 2-1 | 4-1 | 2-1 |     | 0-6 |
| CD Tarrassa                                                | 1-1 | 4-1 | 0-0 | 2-1 | 2-0 |     |
| - Victoire à domicile - Match nul - Victoire à l'extérieur |     |     |     |     |     |     |

#### Groupe 5
Dans ce groupe, les équipes de Segunda Cartagena CF (es), Elche CF et CD Málaga (es) sont opposés aux équipes de régionales CD Alcoyano, CD Córdoba (es) et CD Eldense. Le Cartagena CF (es), ayant terminé aux deux dernières places lors de la première phase, risque la relégation. Pour se maintenir, elle doit terminer devant les trois équipes de régionales. De plus, pour qu'une équipe de régionale soit promue, elle doit terminer devant le Cartagena CF (es). Si plusieurs équipes remplissent cette condition, alors la mieux classée est promue.

##### Classement
| Rang | Équipe              | Pts | J  | G | N | P | Bp | Bc | GA    |
| ---- | ------------------- | --- | -- | - | - | - | -- | -- | ----- |
| 1    | CD Málaga (es)      | 15  | 10 | 6 | 3 | 1 | 22 | 17 | 1,294 |
| 2    | Elche CF            | 12  | 10 | 5 | 2 | 3 | 24 | 13 | 1,846 |
| 3    | CD Alcoyano Rég     | 11  | 10 | 5 | 1 | 4 | 17 | 13 | 1,308 |
| 4    | CD Eldense Rég      | 11  | 10 | 5 | 1 | 4 | 22 | 20 | 1,100 |
| 5    | Cartagena CF (es)   | 6   | 10 | 2 | 2 | 6 | 11 | 21 | 0,524 |
| 6    | CD Córdoba (es) Rég | 5   | 10 | 2 | 1 | 7 | 11 | 23 | 0,478 |

Promotion et relégation
- 3e : promotion en Segunda División
- 5e : relégation en Ligues régionales

Abréviations
- Rég : Équipes de Ligues régionales

Le CD Málaga (es) et l'Elche CF se qualifient pour la prochaine édition de la Coupe du Généralissime.

##### Résultats
| Résultats (▼dom., ►ext.)                                   | ALC | CAR | COR | ELC | ELD | MAL |
| CD Alcoyano                                                |     | 3-1 | 3-0 | 0-1 | 4-2 | 0-2 |
| Cartagena CF (es)                                          | 0-4 |     | 4-2 | 0-0 | 2-0 | 2-2 |
| CD Córdoba (es)                                            | 1-2 | 3-1 |     | 2-1 | 0-4 | 1-1 |
| Elche CF                                                   | 1-1 | 3-1 | 2-1 |     | 6-0 | 7-0 |
| CD Eldense                                                 | 2-0 | 1-0 | 4-1 | 4-1 |     | 1-2 |
| CD Málaga (es)                                             | 3-0 | 3-0 | 1-0 | 4-2 | 4-4 |     |
| - Victoire à domicile - Match nul - Victoire à l'extérieur |     |     |     |     |     |     |

#### Groupe 6
Dans ce groupe, les équipes de Segunda Cadix CF, SD Ceuta (es) et Xerez Club (es) sont opposés aux équipes de régionales Atlético de Tetuán, CD Badajoz et Recreativo Onuba. Le Xerez Club (es), ayant terminé aux deux dernières places lors de la première phase, risque la relégation. Pour se maintenir, elle doit terminer devant les trois équipes de régionales. De plus, pour qu'une équipe de régionale soit promue, elle doit terminer devant le Xerez Club (es). Si plusieurs équipes remplissent cette condition, alors la mieux classée est promue.

##### Classement
| Rang | Équipe                 | Pts | J  | G | N | P | Bp | Bc | GA    |
| ---- | ---------------------- | --- | -- | - | - | - | -- | -- | ----- |
| 1    | SD Ceuta (es)          | 17  | 10 | 8 | 1 | 1 | 26 | 7  | 3,714 |
| 2    | Xerez Club (es)        | 15  | 10 | 7 | 1 | 2 | 27 | 15 | 1,800 |
| 3    | Recreativo Onuba Rég   | 9   | 10 | 4 | 1 | 5 | 21 | 22 | 0,955 |
| 4    | Cadix CF               | 8   | 10 | 3 | 2 | 5 | 20 | 21 | 0,952 |
| 5    | Atlético de Tetuán Rég | 6   | 10 | 3 | 0 | 7 | 13 | 24 | 0,542 |
| 6    | CD Badajoz Rég         | 5   | 10 | 2 | 1 | 7 | 11 | 29 | 0,379 |

Abréviations
- Rég : Équipes de Ligues régionales

Le SD Ceuta (es) et le Xerez Club (es) se qualifient pour la prochaine édition de la Coupe du Généralissime.

##### Résultats
| Résultats (▼dom., ►ext.)                                   | ATT | BAD | CAD | CEU | REC | XER |
| Atlético de Tetuán                                         |     | 1-2 | 4-2 | 0-4 | 2-1 | 1-2 |
| CD Badajoz                                                 | 4-1 |     | 1-2 | 0-2 | 3-3 | 1-2 |
| Cadix CF                                                   | 0-1 | 6-0 |     | 1-1 | 5-1 | 3-3 |
| SD Ceuta (es)                                              | 2-1 | 4-0 | 2-1 |     | 4-1 | 2-0 |
| Recreativo Onuba                                           | 2-0 | 4-0 | 5-0 | 0-3 |     | 3-2 |
| Xerez Club (es)                                            | 5-2 | 4-0 | 3-0 | 3-2 | 3-1 |     |
| - Victoire à domicile - Match nul - Victoire à l'extérieur |     |     |     |     |     |     |

## Bilan de la saison
| Championnat d'Espagne de football de deuxième division 1941-1942 |                       |
| Champion                                                         | Real Betis (2e titre) |
| Dauphin                                                          | Saragosse CF          |
| Promotions et relégations                                        |                       |
| Promus en Primera División                                       | Real Betis            |
| Promus en Primera División                                       | Saragosse CF          |
| Relégués en Segunda División                                     | Alicante CD           |
| Relégués en Segunda División                                     | Real Sociedad         |
| Promus en Segunda División                                       | Cultural Leonesa      |
| Promus en Segunda División                                       | CD Tarrassa           |
| Promus en Segunda División                                       | CD Alcoyano           |
| Relégués en Ligues régionales                                    | Real Unión            |
| Relégués en Ligues régionales                                    | UD Levante-Gimnástico |
| Relégués en Ligues régionales                                    | Cartagena CF (es)     |